# Solidarité (droit)
En droit, la solidarité peut avoir différents sens en fonction des juridictions et des branches du droit. Toutefois, il s'agit principalement d'une règle du droit des obligations qui prévoit la représentation mutuelle dans l'exécution d'une obligation. Dans un groupe représenté mutuellement, l'un des membres du groupe peut être tenu du paiement de la totalité de l'obligation pour les autres.

## Droit français
En droit français, la solidarité est une communauté qui existe entre des personnes physiques ou morales qui sont tenues conjointement d'exécuter une obligation en raison de la loi, d'une convention ou d'un jugement.

## Droit québécois
En droit québécois, la solidarité figure tout au long du livre cinquième « Des obligations » du Code civil du Québec. Plus particulièrement, les articles 1523 à 1544 traitent de la solidarité entre les débiteurs (art. 1523-1540 C.c.Q.), de la présomption de solidarité dans l'exploitation d'une entreprise (art. 1525 C.c.Q.) et de la solidarité entre créanciers (art. 1541-1544 C.c.Q.)

## Common law
En common law, la responsabilité solidaire et conjointe (anglais : joint and several liability) constitue le pendant de common law de la solidarité du droit civil.

## Droit de l'Union européenne

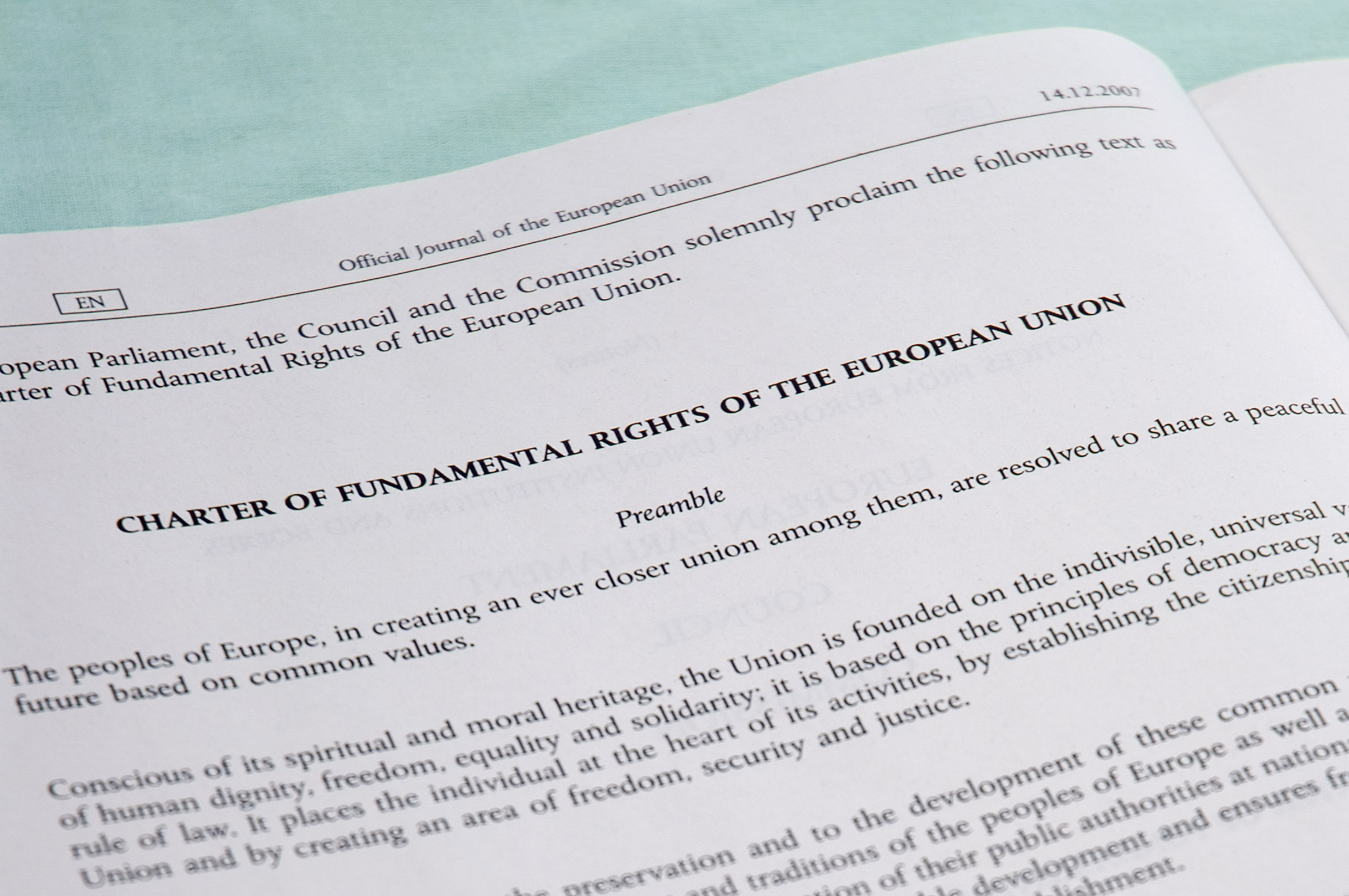
Préambule de la Charte des droits fondamentaux de l'Union européenne

La Charte des droits fondamentaux de l'Union européenne institue, dans le chapitre 4 - "Solidarité", certains droits fondamentaux dans les champs des droits sociaux.